# Bursera chemapodicta
Bursera chemapodicta är en tvåhjärtbladig växtart som beskrevs av J. Rzedowski & E. Ortiz. Bursera chemapodicta ingår i släktet Bursera och familjen Burseraceae. Inga underarter finns listade i Catalogue of Life.